# Trippin'
"Trippin" este primul cântec promovat de pe al șaselea album de studio al Andreei Bălan. Piesa a fost lansată pe 14 aprilie 2010 pe site-ul personal al acesteia  și a devenit unul dintre șlagărele verii anului 2010, precum și cel mai mare hit al interpretei din ultimii cinci ani, devenind un succes de top 30 în Romanian Top 100, atingând locul 25. În octombrie a primit premiul pentru "Melodia gay a anului" în cadrul Premiilor Gay 2010.
Cântecul s-a aflat printre cele mai difuzate piese ale anului 2010 în țară, conform clasamentului de sfârșit de an realizat de Media Forest, la cererea ziarului România Liberă, obținând locul 100.
Videoclipul s-a dovedit a fi de asemenea un succes, obținând peste 4.000.000 de vizualizari pe site-ul YouTube, în jumătate de an. În urma lansării în Statele Unite a piesei, videoclipul a fost încărcat și de Ultra Records, obținând 300.000 vizionări într-o singură lună.

## Informații
Piesa a fost compusă de iubitul lui Bălan, Keo,  Bălan dorind o piesă "fresh, de vară". Compoziția s-a bucurat de o primire călduroasă, în special datorită abordării unui gen nou de muzică, diferit de ceea ce artista înregistrase anterior. O variantă remixată de Luie Grants este de asemenea disponibilă,  precum și două remixuri de DJ Yaang.
Pe 1 februarie 2011, un EP digital a fost lansat în Statele Unite.

## Videoclip
Filmul de prezentare a piesei a fost filmat în insula Corfu, Grecia. În numai două zile, acesta a avut peste 80.000 de accesări pe site-ul YouTube. Regizorul a fost Alex Ceaușu, care a regizat anterior și "Snow". Ideea de a filma în Corfu i-a aparținut lui, după ce își petrecuse vacanța în acea locație. Filmările au avut loc în șapte locații diferite de pe insulă,  și este considerat de muziciană ca o continuare pentru "Prinde-mă, aprinde-mă!. Premiera a avut loc pe site-ul oficial al muzicienei.
Din cauza mișcărilor de dans și a costumelor de baie purtate de Bălan și dansatoarele ei, mulți au considerat că videoclipul este soft porn, lucru dezmințit de muziciană:
„Fiind un clip de vară, e și normal să fie provocator. Consider că mi-am atins scopul, și anume să atrag atenția celui mai nou clip Andreea Bălan, dar sunt mai mult decât convinsă că nu am întrecut limita decenței și, în niciun caz, nu am un clip porno. Sunt artiste care au clipuri mult mai XXX decât al meu”—Andreea Bălan.